# روث لاندز
روث لاندز (بالإنجليزية: Ruth Landes)‏ (8 أكتوبر 1908 في نيويورك – 11 فبراير 1991 في هاميلتون بمقاطعة أونتاريو، كندا) عالمة أنثروبولوجيا ثقافية أمريكية، اشتُهرت بدراساتها عن ديانة كاندومبليه البرازيلية، وبدراستها المنشورة حول هذا الموضوع، مدينة النساء (1947). يعترف البعض بلاندز كرائدة في دراسة العرق والعلاقات الجندرية.

## النشأة
وُلدت روث شلوسبرغ في مانهاتن، ابنة لمهاجرين من اليهود الروس. كان والدها جوزيف شلوسبرغ، أحد مؤسسي نقابة عمال الملابس المتحدين في أمريكا والأمين العام لها لفترة طويلة.

## التعليم
حصلت لاندز على درجة البكالوريوس في علم الاجتماع من جامعة نيويورك عام 1928، ودرجة الماجستير من كلية نيويورك للخدمة الاجتماعية (أصبحت الآن جزءًا من جامعة كولومبيا) عام 1929، قبل أن تبدأ في الدراسة للحصول على الدكتوراه في علم الإنسان من جامعة كولومبيا. حصلت لاندز على الدكتوراه عام 1935 تحت إشراف روث بندكت، وهي رائدة في مجال علم الإنسان وتلميذة لعالم الإنسان فرانز بواس. كان لبندكت تأثير عميق على لاندز. إذ فُتنت لاندز بالطريقة التي كانت تلقي بها بندكت دروسها، وبالطريقة التي دفعت بها الطلاب إلى التفكير بطريقة غير تقليدية. ذكرت لاندز أيضًا أنها لم تشعر أبدًا بالسعادة أثناء دراسة علم الإنسان مثلما كانت تشعر حينما كانت تدرسه مع بندكت وبواس. عدَّت لاندز الصداقة بينها وبين بندكت واحدة من أهم الصداقات في حياتها؛ إذ كانت صداقة شجعتها على توسيع أفكارها حول علم الإنسان والتشكيك في القواعد الاجتماعية للمجتمع.

## الدراسات الميدانية

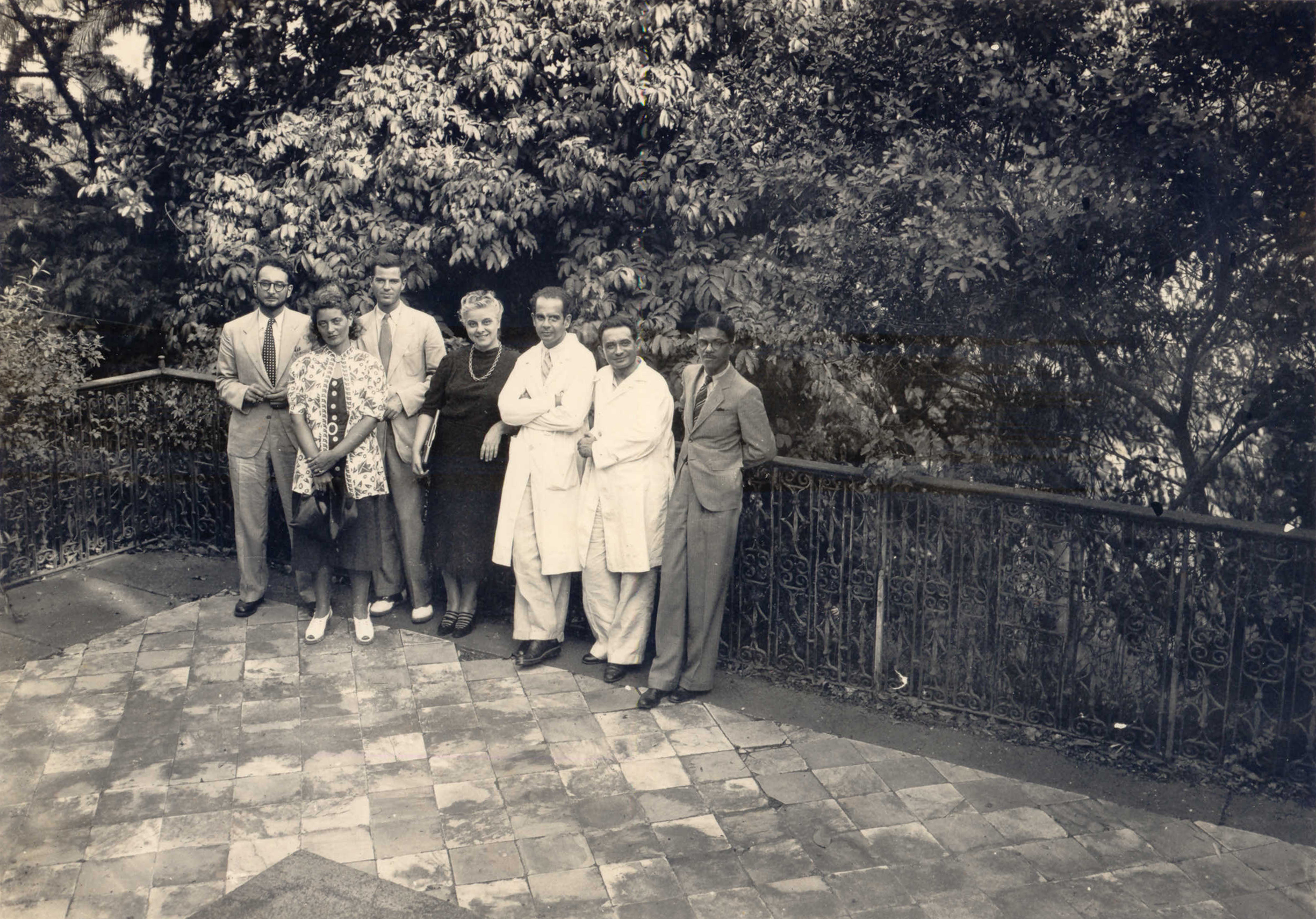
كلود ليفي شتراوس في المتحف الوطني

بدأت لاندز في بحث التنظيم الاجتماعي والممارسات الدينية في المجتمعات المهمشة فكانت أطروحتها للماجستير عن اليهود السود في هارلم. سعيًا وراء تحسين تحليلها لهذه المجموعة، اتصلت لاندز بعالم الإنسان فرانز بواس الذي اقترح عليها الانتقال إلى مجال علم الإنسان. تحت إرشاد بندكت، حوَّلت لاندز تركيزها نحو الأمريكيين الأصليين -وهي موضوعات البحث الأكثر تقليدية في علم الإنسان. بين عامي 1932 و1936، اضطلعت لاندز بعمل ميداني حول قبائل أجيبوي في أونتاريو ومينيسوتا، وقبائل سانتي داكوتا في مينيسوتا، وقبيلة بوتاواتومي في كانساس. باستخدام ملاحظاتها من هذه الجولات، أنتجت لاندز مجموعة كبيرة من البحوث المكتوبة، تضمن ذلك كتبًا بارزة مثل كتاب الدراسات الاجتماعية لقبائل أجيبوي (1937)، المرأة في قبائل أجيبوي (1938)، وبعد ذلك بفترة طويلة كتاب  ديانة قبائل أجيبوي والميدويوين (1968) وبحيرة سو الغامضة (1968). في كتابيّها الدراسات الاجتماعية لقبائل أجيبوي والمرأة في قبائل أجيبوي، قدمت لاندز ملاحظات عن صلة القرابة والطقوس الدينية والتنظيم الاجتماعي، وفي هذا الكتاب الأخير؛ تحدثت لاندز، من خلال حكايات كبيرة المعلمين ماغي ويلسون، عن الكيفية التي تتنقل بها النساء ضمن أدوار الجنسين لتأكيد استقلالهن الاقتصادي والاجتماعي. في كتابيّ ديانة قبائل أجيبوي والميدويوين، وبحيرة سيوكس الغامضة، ناقشت لاندز الاستراتيجيات التي تتبعها تلك المجتمعات للحفاظ على المعتقدات والممارسات الدينية والثقافية، مع تجاوبهم في الوقت نفسه مع التغيرات السريعة في بيئتهم الثقافية والسياسية.
في الفترة 1938 -1939، عملت روث لاندز في باهيا، البرازيل، على دراسة التوفيق الديني وبناء الهوية بين ممارسي ديانة كاندومبليه من الأفارقة البرازيليين. كتبت لاندز أن التمحور حول المراة في ديانة كاندومبليه كان مصدر قوة لبعض السود المحرومين من الحقوق ومتنفسًا إبداعيًا لمن أسمتهم «المثليون السلبيون». ناقشت لاندز في عملها المنشور حول هذه النتائج، مدينة النساء (1947)، كيف تشكل السياسة العرقية في البرازيل العديد من الممارسات ديانة كاندومبليه. عادت لاندز إلى البرازيل عام 1966 لدراسة آثار التنمية الحضرية في ريو دي جانيرو.